# 革命烈士陵园 (湟源县)
革命烈士陵园，位于中国青海省湟源县城南山，为青海省市县级文物保护单位，公布日期为1983年6月8日，类型为近现代重要史迹及代表性建筑。
革命烈士陵园的历史年代为现代。